# Wrzesień 1939 (serial telewizyjny)
Wrzesień 1939 (także Wrzesień '39) – polski serial dokumentalny z 2007. Prowadzącym był Maciej Gąsiorek, lektorem – Jarosław Łukomski. Format wyprodukowany przez TVN i Tandem Taren-To dla Discovery TVN Historia, wydany także na DVD.
Produkcja pokazuje w sposób chronologiczny i szczegółowy kolejne etapy kampanii wrześniowej 1939. Zarys historyczny, przedstawiany przez prowadzącego, uzupełniany jest materiałami archiwalnymi. Oceny i komentarza dokonuje historyk, dr Andrzej Kunert. W programie o poruszanych wydarzeniach wypowiadają się ich świadkowie – m.in. Zofia Burchacińska, Wacław Zawada, Julian Dąbrowski, Wacław Hornowski, Jerzy Znosko.

## Lista odcinków[5]
1. Przed burzą
2. A więc wojna
3. Bój o granice
4. Odwrót
5. Wara!
6. Przechodniu, powiedz Sparcie
7. Sojusznicy
8. Ułani wędrują, strzelcy maszerują
9. Bzura
10. Cios w plecy
11. Wspólnicy...
12. Semper fidelis
13. Chciałem, by Warszawa była wielka...
14. Lany poniedziałek
15. IV Rozbór
16. Halo, halo – czy nas słyszycie???
17. Morze, nasze morze
18. Gorzkie zwycięstwo
19. Koniec – początek